# 麵包機

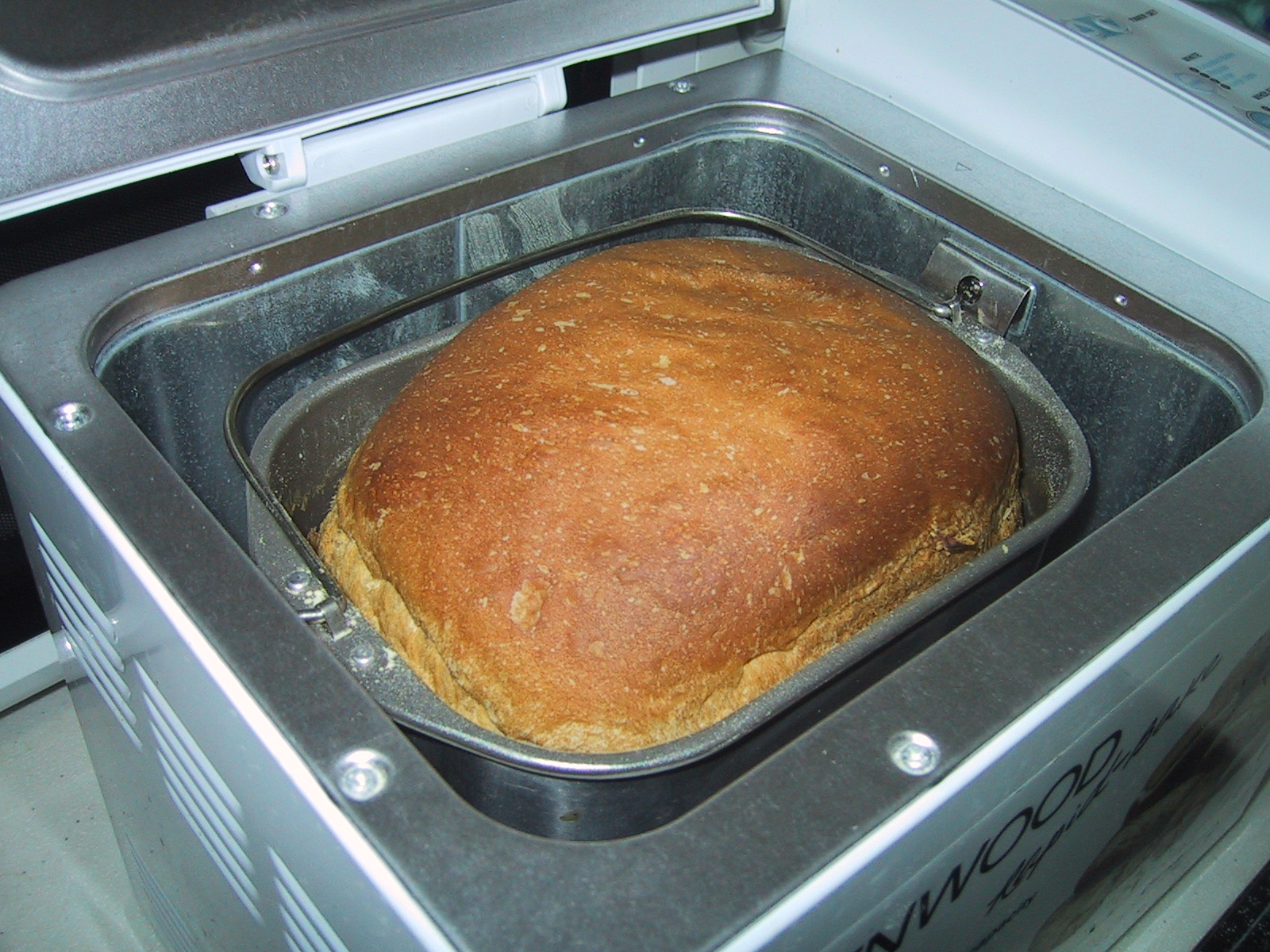
麵包機剛剛完成麵包的製作

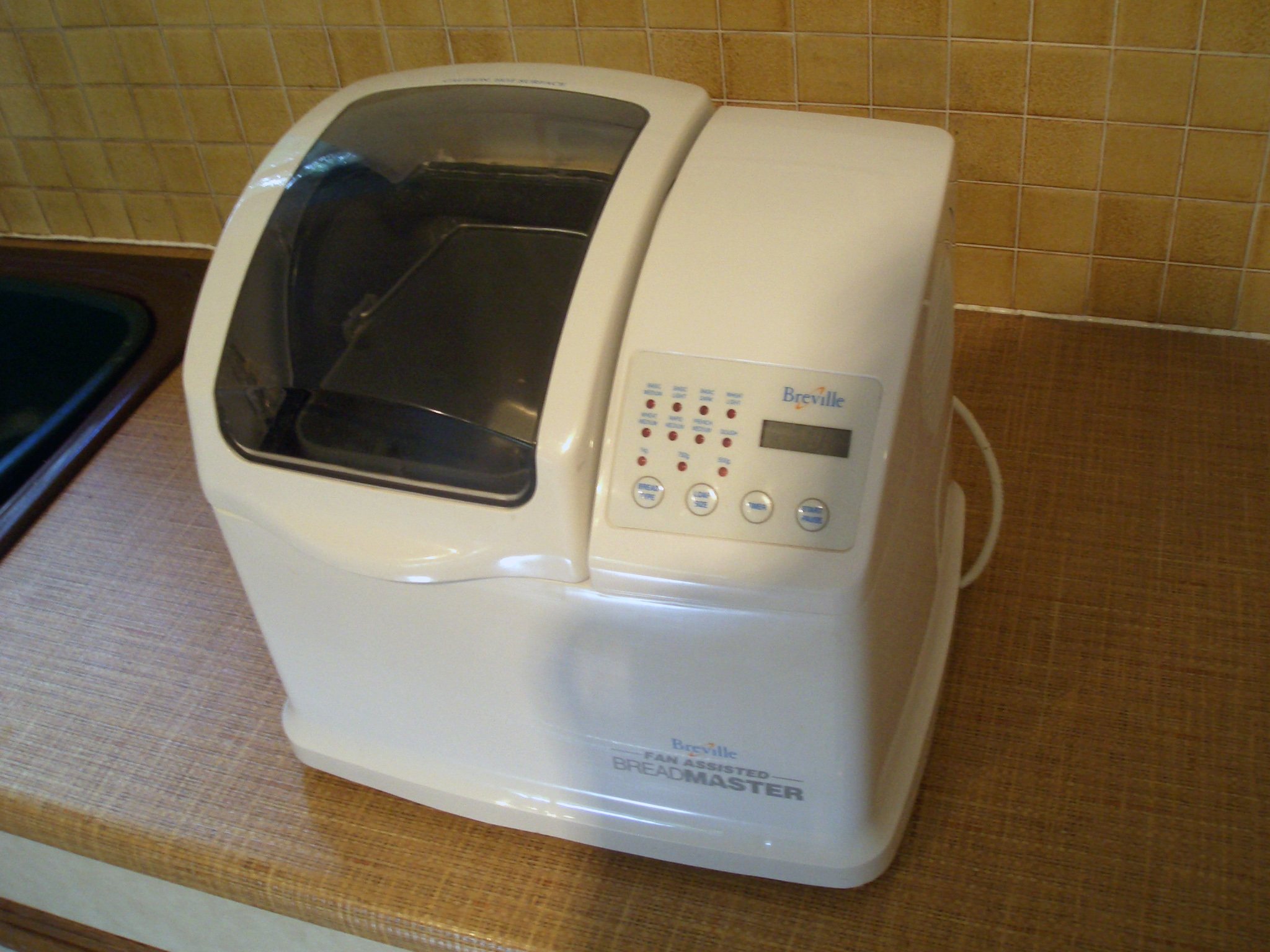
一款麵包機的外觀

麵包機，又稱製麵包機，是一種製作麵包的機器，使用者把製作麵包的材料放入麵包機後，麵包機便會自動完成和麵、發酵及烘烤，三個製作麵包的主要程序，使用者打開麵包機的蓋子後，便能取出新鮮烘烤的麵包。大部分的麵包機都內置微電腦，使得製作麵包的程序能夠自動進行，所以又稱為「全自動製麵包機」。雖然這種自動製作麵包的機器過往有不同的中文名稱，但現在於中國大陸、台灣和港澳地區，都以「麵包機」這個名稱最為普遍。

## 歷史
麵包的製作歷史悠久，人類很早便懂得使用麵粉和酵母製造麵包，但製作麵包所須要的三個主要程序，包括和麵、發酵和烘烤一直都是分開進行。在麵包機出現前，家庭式製作麵包，從混合麵粉和清水製作麵團，到加入酵母將麵團發酵的工序，都要製作者親自使用雙手進行，還要把發酵後的麵團放入烤箱烘烤，才能夠製作出麵包。由於製作麵包時，把水和麵粉混合的和麵程序，需要較大的製作空間，和麵完成後又要等候麵團發酵，並要監控麵團發酵的情況，當麵團放入烤箱後，又要等候烤箱將麵團烘成為烤麵包，最後還要對製作麵包的各個器皿和工具進行清潔工作。
因為製作麵包的各個程序都要順序進行，又不能隨意縮減等候發酵和烘烤時間，因此以手工方式製作麵包便成為一件費時的工作。城市化後，一般家庭都忙於處理日常工作，而購物又變得容易，所以一般家庭較少每天親自製作麵包，而是選擇從麵包店購買現成的麵包。然而，隨著生活質素的提高，在繁忙城市生活的家庭開始對自製新鮮麵包產生興趣，所以便有電器製造商嘗試開發能夠把和麵、發酵和烘烤的程序，都結合在同一部機器進行的新裝置，讓用家無需在製作麵包時一直守候，都能製作新鮮烘烤的麵包。1986年，日本松下電器推出了世界第一台麵包機，讓用家把製作麵包的材料放入機器後，便能自動製作出新鮮烘烤的麵包。其後不同電器廠家都推出了各自品牌的麵包機，現在麵包機已逐漸在家庭中普及。

## 結構
麵包機具有混合材料和烘烤的功能，所以都會有攪拌材料的攪拌槳葉和驅動用的馬達，並有用於增加溫度幫助麵團發酵和烘烤麵包的發熱管。麵包機的結構與電飯煲類似，最大的差別是底部設有馬達和在內鍋裝有攪拌槳葉。現在市面上大部分麵包機的外觀都是圓柱狀或方柱狀，內部空腔部分設有放置材料和完成品的麵包桶，機身上方設有可開關的蓋子，部分型號還有透明的觀察窗，讓用家觀看麵包製作的情況。機身上有設有按鈕和液晶顯示器，令用家可設定麵包製作程序。麵包機裝有一個可取出，並具有防黏塗層的方柱裝麵包桶，麵包桶內的底部裝有一個或两個用於攪拌材料的攪拌槳葉。麵包桶的用途是承載材料和完成品，製作麵包的水和麵粉都會放在這個麵包桶內，麵團製作、發酵和烘烤成為麵包的程序都會在麵包桶內進行。在麵包桶上方的機身內，會設有用於投放酵母粉的容器，部分型號更另外設有可供放置乾果、杏仁或核桃等食材的容器，麵包機可把這些食材自動投入麵團，無需用家打開蓋子。機身底部裝有馬達用於驅動攪拌槳葉，機身內部的四周，裝有用於加熱麵包桶的發熱器。機身內設有電子線路板，由單晶片微電腦控制麵包機執行的程序，並控制馬達和發熱器的運作。

## 運作程序
當用家放入材料並作出設定後，麵包機的馬達會驅動麵包桶內的攪拌槳葉旋轉，把麵粉、水或其他液體材料，攪拌成為麵團，並按程序自動投入酵母粉和其他食材與製作中的麵團混合。之後麵包機會開始以發熱管加熱麵包桶，使麵包桶內變得溫暖而潮濕，促進桶內麵團的發酵。當麵團發酵完成後，麵包機會大幅提高發熱器輸出的溫度，烘烤在麵包桶內的麵團，使之成為麵包。當烘烤麵包完成後，用家便可從麵包桶取出新鮮製作的麵包，部分型號還會提供保溫功能。
現在大部分麵包機都內置單晶片微電腦，能夠根據用家的設定，並依照單片機所編寫的程序，自動完成麵包的製作。大部分麵包機還提供時間設定功能，用家只要把材料放入麵包機和預先設定製作麵包的開始時間，麵包機便會依照用家所設定的時間開始麵包的製作，令用家可以能夠更易掌握取得新鮮麵包的時間。如果用家想在明天早上以新鮮麵包作為早餐，用家只要在晚上睡前把材料放入麵包機並作出設置，明天早上起床後便能從麵包機取得新鮮烘烤的麵包。

## 應用
如果麵包機以全自動模式運作，一般只能製作出方體形狀的吐司麵包。現在大部分麵包機都可以選擇以半自動模式運作，用家使用麵包機對放入的材料進行和麵及發酵程序後，便可取出經發酵的麵團，自行對麵團進行整形和烘烤的操作，讓用家可以製作不同類型的麵包，又能減少混和麵團的手工操作。部分麵包機除了可製作麵包外，還可讓用家製作蛋糕等食物。此外，有部分麵包機還具有研磨功能，能夠把大米研磨成粉末，代替麵粉製作麵包。
雖然麵包機能夠自動完成麵包製作的各個基本程序，但並未在大量生產麵包的食品工業和麵包店中普及。因為麵包機自動製作的麵包，其體積和成分都受到麵包機的設計限制。麵包機在全自動模式下，只能製作方體形狀的麵包，但麵包店需要售賣不同外觀、成分、餡料和味道的麵包，所以不能使用只用麵包機做麵包。食品工業對每一個程序都有專門的機器，混和麵粉和其他成分會使用大型的和麵機，發酵會有專用的發酵櫃，而烘烤則會使用能夠大量烘烤麵包的大型烤箱。由於麵包店的麵包都會由具有經驗的麵包師製作，麵包師可根據製作不同麵包的工序，使用不同的機器，並為麵包添加不同成分和餡料，從而提高麵包的製作效率，因此並不需要使用麵包機。

## 外部鏈接
维基共享资源上的相關多媒體資源：麵包機